# Фаршад Алізаде
Фаршад Алізаде Калекеші (перс. فرشاد عليزاده كاله كشى; народився 9 червня 1985) — іранський борець греко-римського стилю, бронзовий призер чемпіонату світу, чемпіон Азії, бронзовий призер Азійських ігор, дворазовий срібний призер кубків світу.

## Біографія
Боротьбою займається з 2000 року. Був чемпіоном Азії 2004 року серед юніорів.
Виступав за борцівський клуб «Хафдетір», Тегеран.

## Спортивні результати на міжнародних змаганнях

### Виступи на Чемпіонатах світу
| Змагання                        | Збірна | Вагова категорія | Місце  |
| ------------------------------- | ------ | ---------------- | ------ |
| Чемпіонат світу з боротьби 2009 | Іран   | 74 кг            | Бронза |
| Чемпіонат світу з боротьби 2011 | Іран   | 74 кг            | 9      |

### Виступи на Чемпіонатах Азії
| Змагання                       | Збірна | Вагова категорія | Місце  |
| ------------------------------ | ------ | ---------------- | ------ |
| Чемпіонат Азії з боротьби 2009 | Іран   | 74 кг            | Золото |

### Виступи на Азійських іграх
| Змагання           | Збірна | Вагова категорія | Місце  |
| ------------------ | ------ | ---------------- | ------ |
| Азійські ігри 2010 | Іран   | 74 кг            | Бронза |

### Виступи на Кубках світу
| Змагання                    | Збірна | Вагова категорія | Місце  |
| --------------------------- | ------ | ---------------- | ------ |
| Кубок світу з боротьби 2011 | Іран   | 74 кг            | Срібло |
| Кубок світу з боротьби 2013 | Іран   | 74 кг            | Срібло |

### Виступи на інших змаганнях
| Змагання                                                                       | Збірна | Вагова категорія | Місце  |
| ------------------------------------------------------------------------------ | ------ | ---------------- | ------ |
| Кубок Ядегара Імама 2009                                                       | Іран   | 74 кг            | Золото |
| Олімпійський кваліфікаційний турнір з греко-римської боротьби 2012 (Астана)    | Іран   | 74 кг            | 8      |
| Олімпійський кваліфікаційний турнір з греко-римської боротьби 2012 (Гельсінкі) | Іран   | 74 кг            | 25     |